# (19299) 1996 SZ4
(19299) 1996 SZ4 (также записываемый, как (19299) 1996 SZ4) — транснептуновый объект (плутино), находящийся в поясе Койпера.